# 서연서
서연서(1990년 9월 6일 ~ )는 대한민국의 레이싱 모델이다.

## 경력

### 레이싱모델 경력
- 2013년 - 10CJ헬로비전 슈퍼레이스 레이싱모델
- 2013년 - 10F1 코리아그랑프리 그리드걸
- 2013년 - 한국전자전 파나소닉 모델
- 2013년 - 브로씨네쇼 파나소닉 모델
- 2013년 - 서울오토살롱 레이싱모델
- 2013년 - 대구스트리트모터페스티벌 레이싱모델
- 2013년 - 서울모터쇼 레이싱모델
- 2013년 - 오토모티브위크 레이싱모델